# Shinobi III: Return of the Ninja Master
Shinobi III: Return of the Ninja Master, lançado no Japão como The Super Shinobi II (ザ・スーパー忍II, Za Sūpā Shinobu II), é um jogo de ação desenvolvido e publicado pela Sega para o console Mega Drive, foi lançado em 1993. É uma sequência direta de The Revenge of Shinobi. O jogo foi originalmente planejado para ser lançado em 1992, e era para ser muito diferente da versão final do jogo em termos de níveis e enredo.
Shinobi III foi incluído no Sega Genesis Collection para o PlayStation 2 e PlayStation Portable e no Sonic's Ultimate Genesis Collection para o Xbox 360 e PlayStation 3. Também foi lançado para o serviço Virtual Console do Wii em 2007, para o PC no serviço de download Steam em 2010, no iPhone em 2011 e para o Nintendo 3DS eShop em 2013.

## Jogabilidade

Captura de tela do primeiro nível do jogo mostrando Joe Musashi atacando inimigos.

Comparado ao seu antecessor, a ação é consideravelmente mais suave, com menos ênfase na dificuldade e mais na velocidade. Além da capacidade de correr de um lugar para outro, o personagem do jogador vem equipado com uma nova série de movimentos e técnicas, incluindo um dashkick no ar, a capacidade de escalar paredes e um poderoso bloqueio que o torna temporariamente invencível à projéteis.
Além de sua variedade regular de movimentos e ataques, o jogador tem a capacidade de executar quatro técnicas especiais de ninjitsu. Apenas um pode ser usado em cada nível, a menos que o Shinobi encontre ninjitsu bônus adicionais através de pontos escondidos na maioria dos níveis. As quatro técnicas do ninjitsu incluem o relâmpago envolvente como um escudo temporário, invocam dragões de fogo, aumentam seu salto vertical e autossacrifício, o último custando uma vida para destruir inimigos comuns ou causar dano a chefes.

## Enredo
Neo Zeed está ameaçando o mundo mais uma vez. O malvado sindicato do crime - que se pensava ter sido derrotado dois anos antes - voltou, liderado por um homem conhecido apenas como Shadow Master. Joe Musashi sentiu sua presença e desceu do solitário topo das montanhas do Japão para enfrentar seu inimigo mais uma vez. Como o Shinobi, mais forte que o aço e mais rápido do que um redemoinho, o último guardião das técnicas do Oboro Ninjitsu, só ele pode parar Neo Zeed.

## Desenvolvimento
Shinobi III foi originalmente planejado para ser lançado em 1992. Várias revistas de jogos (incluindo GamePro, Mean Machines SEGA e Computer & Video Games) fizeram prévias e até revisões do jogo, mostrando imagens de níveis, inimigos, arte e movimentos especiais que não foram vistos na versão final. Por estar insatisfeita com o resultado, a Sega colocou o jogo de volta em desenvolvimento para melhorá-lo e atrasou seu lançamento até 1993. Quando Shinobi III foi finalmente lançado, muitos recursos do jogo vistos anteriormente estavam faltando, com novos assumindo o lugar deles. Uma versão beta da versão original do jogo foi vazada e agora está amplamente disponível como uma Imagem ROM.

## Recepção
Shinobi III: Return of the Ninja Master foi aclamado pela crítica. A revista MegaTech elogiou os novos ataques e movimentos do jogo, mas criticou que "não foi tão difícil quanto The Revenge of Shinobi". A Mega disse que "além dos chefes complicados, isso é muito fácil".  Uma analise do IGN por Levi Buchanan chamou-o de "um legítimo do Mega Drive, um dos melhores jogos de ação para o console de 16 bits do passado", mesmo se a versão do iPhone fosse considerada apenas "ok".
A Complex classificou-o como o terceiro melhor jogo do Mega Drive, afirmando: "O único inconveniente? O último nível era impossível!" A Retro Gamer incluiu-o entre os dez melhores jogos de Mega Drive.